# Scots Guards
Los Guardias Escoceses (original: Scots Guards - SG) conforman uno de los regimientos de guardias de a pie del Ejército Británico. Se originaron como los guardaespaldas personales del Rey Carlos II de Inglaterra y Escocia, y se integraron a la estructura de lo que ahora es el ejército en 1686. Son el regimiento más antiguo en todo el ejército, incluso más que cualquier otro perteneciente a la División Doméstica.
Actualmente el Rey Carlos III es el Coronel en jefe, mientras que el Príncipe Eduardo sirve como Coronel del Regimiento.
Aunque el uniforme de gala de todos los regimientos de Foot Guards consiste en guerreras rojas y gorros altos de piel de oso (bearskin), el de las Scots Guards se distingue por la ausencia de un penacho en el gorro alto, y una fila de botones de la guerrera dividida en grupos de tres botones, como símbolo de ser el tercero regimiento en antigüedad de los Foot Guards.

## Rol

Scots Guards - Primer vestido

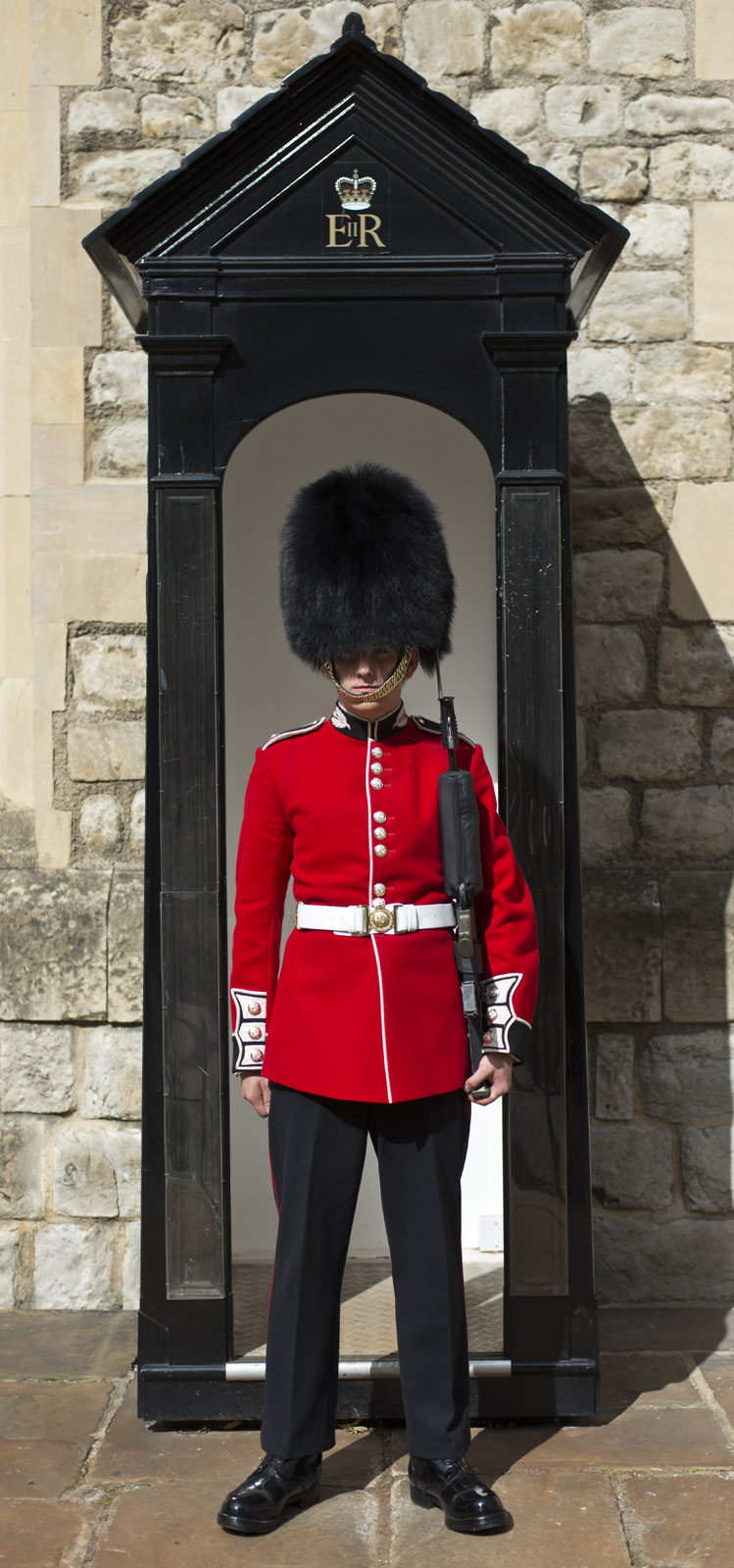
Protegiendo la Torre de Londres.

Los Guardias Escoceses son parte de la división doméstica del ejército, por lo que una de sus principales funciones es la protección de los palacios y residencias reales, tanto en Londres como en Windsor al servicio del Monarca. Además, los Guardias de Coldstream actualmente desempeñan el papel de infantería ligera mecanizada, combatiendo en vehículos y participando de conflictos como la guerra de las Malvinas y la guerra del Golfo. La compañía que se encarga de la protección del monarca tiene su asiento en las Barracas de Wellington, en Londres.

## Historia

### Formación;sigloXVII
El regimiento tiene sus orígenes en el Regimiento Real del Marqués de Argyll, una unidad creada en 1642 por Archibald Campbell, Primer marqués de Argyll en respuesta a la rebelión irlandesa de 1641.  Después de la restauración de Carlos II, el Conde de Linlithgow, recibió una comisión del monarca el 23 de noviembre de 1660 para formar un regimiento que se llamó El Regimiento Escocés de Guardias a Pie.
Fue utilizado en los levantamientos de Covenanter de 1679, con James Douglas tomando el control como Coronel en 1684. El regimiento ayudó a suprimir el levantamiento de Argyll en junio de 1685, y se expandió a dos batallones. Después de la Gloriosa Revolución de noviembre de 1688, el primer batallón fue enviado a Flandes; el segundo sirvió en Irlanda bajo el coronel Douglas y luchó en la batalla de Boyne en 1690, antes de unirse al primero en 1691. George Ramsay se convirtió en coronel cuando Douglas murió de enfermedad en julio de 1691; durante la guerra de los Nueve Años de 1688-1697, soldados del regimiento estuvieron presentes en las batallas de Steenkerque, Landen o Neerwinden y la reconquista de Namur en 1695. Después del Tratado de Ryswick en 1697, el regimiento regresó a Inglaterra y luego regresó a Escocia en 1699.

### sigloXVIII
Cuando comenzó la guerra de sucesión española en 1702, el regimiento pasó la mayor parte de la guerra en tareas de guarnición en casa. El primer batallón fue enviado a España en 1709 y luchó en Almenar y Zaragoza en España; se vio obligado a rendirse con el resto de la fuerza expedicionaria británica cuando fue rodeado en Brihuega en diciembre de 1710.
Los Guardias permanecieron en Inglaterra durante el levantamiento jacobita de 1715 y luego vieron el servicio activo durante la guerra de sucesión austriaca de 1740. El Primer Batallón estuvo en Dettingen en 1743 y Fontenoy en abril de 1745, donde fueron derrotados por los Guardias Franceses.  Los dos batallones estaban en Londres durante el levantamiento jacobita de 1745; un famoso grabado de William Hogarth los muestra tomando posiciones defensivas en el norte de Londres. Sin embargo, el ejército jacobita volvió a Derby y no tomaron parte en su combate. En julio de 1747, los guardias fueron enviados a Flandes, donde lucharon en Lauffeld, antes de que la guerra terminara con el Tratado de Aix-la-Chapelle.
En ausencia de una fuerza policial moderna, los militares a menudo se usaban para el control de multitudes; En 'Memorias de un rastrillo georgiano', William Hickey describe un destacamento principalmente escocés que dispersa a una multitud que intenta liberar al político radical, John Wilkes, de la prisión en 1768.

### sigloXIX

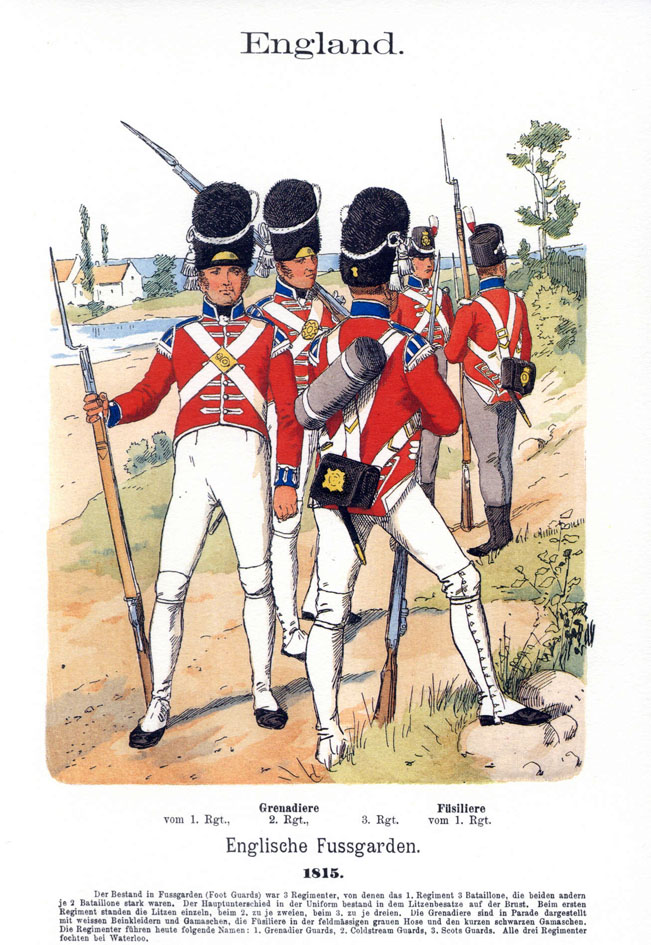
Guardias en 1815.

En abril de 1809, el regimiento fue enviado a la península ibérica, donde tomaría parte en la Guerra Peninsular en Portugal y España. El 12 de mayo de 1809, el Primer Batallón participó en el cruce del río Duero, una operación que terminó con tanto éxito que el ejército francés se retiró por completo a Amarante después de las acciones en Oporto y sus alrededores. A fines de julio de 1809, el regimiento participó en la Batalla de Talavera, uno de los enfrentamientos más sangrientos durante la guerra.
Además, formaron parte de la desastrosa Campaña Walcheren en los Países Bajos. El 1.er Batallón también participó en la Batalla de Fuentes de Oñoro en mayo de 1811, la Batalla de Salamanca en julio de 1812, el Asedio de San Sebastián en el verano de 1813 y la Batalla de los Nive en diciembre de 1813.
En la Batalla de Waterloo en junio de 1815, los Guardias Escoceses se colocaron en la cresta justo detrás de Hougoumont, mientras que las compañías ligeras de los dos batallones, bajo el mando del Teniente Coronel James Macdonnell, se dirigieron a un lugar en el flanco derecho del ejército británico que sería una posición clave durante la batalla.

### sigloXX

#### Primera Guerra Mundial
Los Guardias eran parte de la Fuerza Expedicionaria Británica que llegó a Francia en 1914. El Batallón participó en la Batalla de Mons en agosto de 1914, la Primera Batalla del Marne. En septiembre de 1914 y la Batalla de Aisne también en septiembre de 1914. Combatieron también en la Primera Batalla de Ypres en noviembre de 1914, la Batalla de Aubers Ridge en mayo de 1915 y la Batalla de Loos en septiembre de 1915. En julio de 1916, los guardias escoceses pelearon en la primera batalla del Somme y en julio de 1917, el regimiento comenzó su participación en la batalla de Passchendaele. En marzo de 1918 lucharon en la segunda Batalla del Somme y en otoño el regimiento participó en las batallas finales de la guerra en el Frente Occidental.

#### Segunda Guerra Mundial
En abril de 1940,  los guardias tuvieron su primera campaña de guerra, durante la expedición a Noruega. En el norte de África, como parte de la 22.ª Brigada de Guardias, el Segundo Batallón participó en la lucha contra los italianos en Egipto, seguido de una dura lucha en Libia, que también fue controlada por Italia. En el norte de África, en marzo de 1943, el 2.º Batallón participó en la batalla defensiva de Medenine, después de que los alemanes hubieran contraatacado a los aliados.
En septiembre de 1943, el Segundo Batallón, participó en elDesembarco en Salerno. En diciembre de 1943, el 1.er Batallón, como parte de la 24.ª Brigada de Guardias, llegó al Teatro italiano. En la Batalla de Monte Cassino a principios de 1944, el 2.º Batallón sufrió grandes bajas.
El 1.er Batallón, como parte de su brigada, se unió a la 6.ª División Blindada de Sudáfrica en mayo de 1944. El regimiento participó en muchos enfrentamientos feroces a lo largo de 1944, incluidos aquellos contra la Línea Gótica, una línea defensiva formidable.

### 1946 − presente

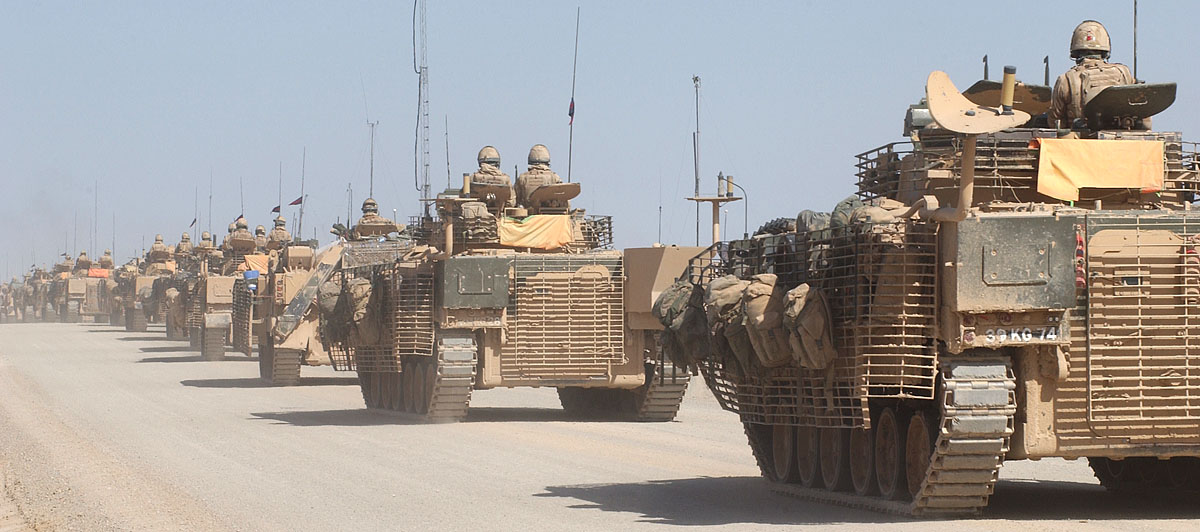
Vehículos de combate de los Guardias en servicio en Afganistán.

El Segundo Batallón estuvo una vez más involucrado en la guerra cuando se desplegó en Malasia para luchar en la Emergencia Malaya contra los rebeldes anticoloniales del Ejército de Liberación Nacional de Malasia. Durante su tiempo en Malasia, los Guardias Escoceses estuvieron involucrados en la masacre de Batang Kali en la que murieron 24 civiles desarmados. Luego, a fines de 1951, el 1.er Batallón se desplegó en Chipre y en febrero de 1952, el batallón se desplegó en la Zona del Canal de Suez, Egipto. Tanto el primer y el segundo batallón se desplegaron en Irlanda del Norte a principios de la década de 1970 en respuesta a la situación violenta que sufría la región.
Durante la guerra de las Malvinas en 1982, la fuerza principal de la Guardia Escocesa comenzó su avance en el lado occidental del Monte Tumbledown. Durante el curso de la batalla, en las primeras horas del 14 de junio de 1982, los hombres del 2.º Batallón 'que llevaban boinas en lugar de cascos' lanzaron una carga de bayoneta contra los fuertes defensores argentinos que resultó en una lucha amarga y sangrienta, y fue una de las últimas cargas de bayoneta efectuadas por el ejército británico.
En 2004, el 1.er Batallón se desplegó en Irak en un puesto de 6 meses como parte de la Cuarta Brigada Blindada.

## Entrenamiento
Los reclutas para la División de Guardias pasan por un agotador programa de entrenamiento de treinta semanas en el Centro de Entrenamiento de Infantería en Catterick. El entrenamiento es dos semanas más largo que el entrenamiento para los regimientos de infantería regular del ejército británico; ya que el entrenamiento adicional, realizado a lo largo del curso, está dedicado a ejercicios y ceremonias relacionadas con el rol de guardias del monarca.